# Joakim Nilsson (fotbollsspelare född 1966)
Hans Peter Joakim Nilsson, född 31 mars 1966 i Landskrona, är en svensk före detta fotbollsspelare. 

## Bakgrund
Nilsson fostrades i BK Fram i Landskrona, och karriären fortsatte i Malmö FF. Nilssons debut i allsvenskan skedde 8 juni 1987 mot Örgryte IS och han gjorde dessutom mål i segermatchen som slutade 7-3 på Ullevi.
Säsongen därpå var den vänsterfotade yttermittfältaren Nilsson given i startelvan, och gjorde stor succé med sin tekniska spelstil under MFF:s storhetsperiod med Roy Hodgson som tränare, och blev svensk mästare 1988. 31 mars samma år debuterade Nilsson också i det svenska A-landslaget mot Västtyskland. Hans enda mål i landslaget kom i en träningslandskamp mot Spanien den 1 juni 1988 i  Salamanca som Sverige vann med 3-1. Nilsson deltog även i det svenska landslaget som slutade på en femte plats i OS 1988.
Malmö FF blev återigen seriesegrare i allsvenskan 1989, och vann även den svenska cupfinalen samma år där Nilsson gjorde 1–0-målet. När vårsäsongen var slut 1990 skulle Nilsson lämna Malmö FF för att spela i spanska Sporting de Gijón i La Liga. Det var vid denna tidpunkt bara tillåtet att endast ha tre utländska spelare i truppen.
Nilsson startade i alla tre gruppspelsmatcherna i VM 1990. Tommy Svensson tog över som förbundskapten och Nilsson var med i truppen till EM 1992, och fick starta i semifinalen mot Tyskland, vilket också blev hans 27:e och sista landskamp.
Nilsson trivdes bra i den spanska staden, men fick ingen kontinuitet i sitt spel.  Han återvände till Sverige och avslutade karriären i Landskrona BoIS. 1993 bidrog han till BoIS allsvenska avancemang, men en korsbandsskada gjorde att karriären tog slut och han lämnade fotbollen.
Efter några år som tränare i Härslöv, Asmundtorp, Glumslöv och Höllviken blev Nilsson mer aktiv i fotbollen igen, och arbetade som koordinator i MFF:s ungdomssektion, samt instruktör på Landskrona BoIS fotbollsakademi.